# Lythrypnus minimus
Lythrypnus minimus es una especie de peces de la familia de los Gobiidae en el orden de los Perciformes.

## Distribución geográfica
Se encuentra en las Bahamas, la Isla de Providencia (Caribe occidental) y la costa norte de Colombia. Es común y abundante en la región colombiana que incluye las Islas del Rosario y las Islas de San Bernardo.

## Observaciones
Es la especie más pequeña del género Lythrypnus y uno de los vertebrados más pequeños del mundo. Su tamaño máximo es 11 mm de longitud estándar (LE) y se han observado hembras maduras desde 7.5 mm de LE. Habita principalmente en formaciones coralinas vivas entre 1 y 20 m de profundidad. Se alimenta de crustáceos diminutos como copépodos.